# Orgnac-sur-Vézère
 Orgnac-sur-Vézère  là một xã thuộc tỉnh Corrèze trong vùng Nouvelle-Aquitaine miền trung Pháp.